# Festival du film britannique de Dinard 2004
Le Festival du film britannique de Dinard 2004 s'est déroulé du 7 au 10 octobre 2004. C'est la 15e édition du Festival du film britannique de Dinard. Jacques Chancel, journaliste français, en est le président du jury.
La marraine du Festival est Charlotte Rampling.

## Jury
|  | Nom                                 | Qualité     | Nationalité |
|  | ----------------------------------- | ----------- | ----------- |
|  | Jacques Chancel (président du jury) | journaliste | France      |
|  | Phil Chiffoleau                     |             |             |
|  | Cécile de France                    | actrice     | Belgique    |
|  | Philippine Leroy-Beaulieu           | actrice     | France      |
|  | Kieran O'Brien                      | acteur      | Royaume-Uni |
|  | Laura Smet                          | actrice     | France      |
|  | Hugo Speer                          | acteur      | Royaume-Uni |

## Films sélectionnés

### En compétition
- Bullet Boy de Saul Dibb
- Dead Man's Shoes de Shane Meadows
- The Football Factory de Nick Love
- Mothers and daughters de David Conolly et Hannah Davis
- My Summer of Love de Paweł Pawlikowski
- Yasmin de Kenneth Glenaan

### Film d'ouverture
- Millions de Danny Boyle

### Film de clôture
- Vera Drake de Mike Leigh

### Hommage
- Mike Hodges
- Christopher Lee

## Palmarès
- Hitchcock d'or : Dead Man's Shoes de Shane Meadows